# Eretmocerus staufferi
Eretmocerus staufferi är en stekelart som beskrevs av Rose och Gregory Zolnerowich 1997. Eretmocerus staufferi ingår i släktet Eretmocerus och familjen växtlussteklar. Inga underarter finns listade i Catalogue of Life.